# شجرة بيانية (نظرية الاحتمالية)

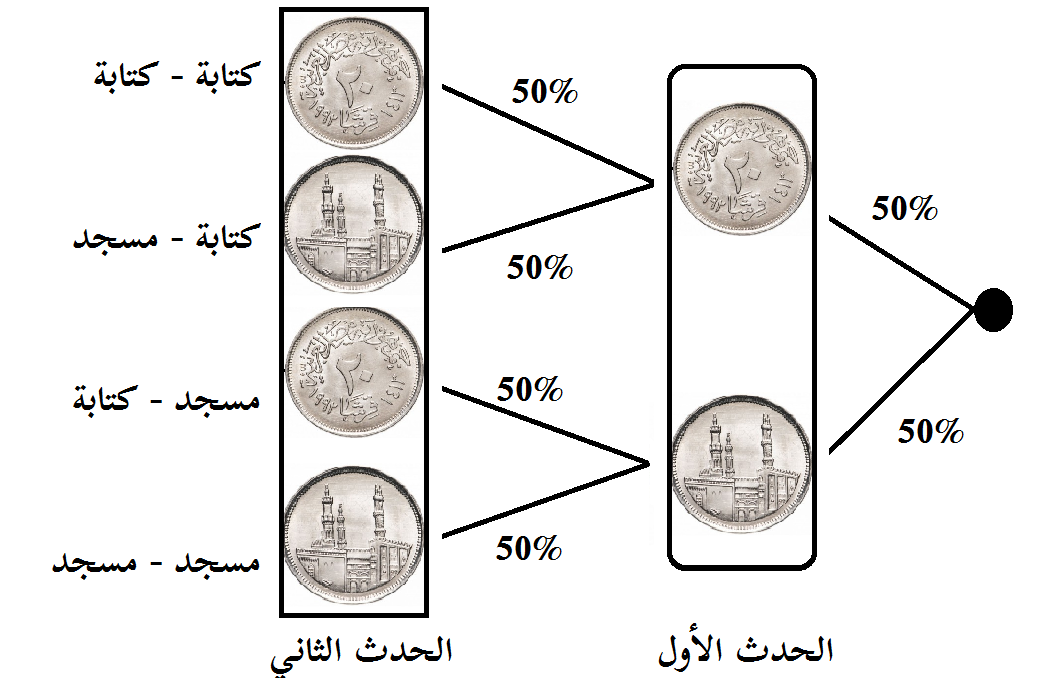
شجرة بيانية لاحتمالات وجهي العملة في تجربة عشوائية، مكونه من اقتراعين متتاليين

الشجرة البيانية أو مخطط الشجرة في سياق نظرية الاحتمالات هي رسم بياني يُستخدم في تمثيل الفضاء الاحتمالي، للأحداث المستقلة والشرطية. والحدث المستقل هو الذي يستقل (أي لا يتأثر) عن ما يسبقه من أحداث، حيث يكون لكل حدث نفس الفضاء الاحتمالي كل مرة، فمثلا كل اقتراع للعملة يكون له أحد احتمالين، سواء كان ترتيب هذا الاقتراع الأول أو الثاني إلخ، ويُعبر عنها بالصيغة الرياضية:

```

  

    

      

        
P

        
(

        
A

        

          
|

        

        
B

        
)

        
=

        
p

        
(

        
A

        
)

      

    

    
{\displaystyle P(A|B)=p(A)}

  

```

أما الحدث الشرطي هو الذي يكون مشروطا (أي يتأثر) بما يسبقه من أحداث، حيث يكون ترتيب الحدث محددا للفضاء الاحتمالي له، فمثلا عند سحب ورقة عشوائية من بين عشرة أوراق للمرة الأولى يكون الاحتمال {\displaystyle 1/10} أما عند السحب مرة ثانية يكون الاحتمال {\displaystyle 1/9} لنقص الأوراق بسبب الحدث الأول، ويُعبر عنها بالصيغة الرياضية:

```

  

    

      

        
P

        
(

        
A

        

          
|

        

        
B

        
)

        
=

        
p

        
(

        
A

        
∩

        
B

        
)

        

          
/

        

        
P

        
(

        
B

        
)

      

    

    
{\displaystyle P(A|B)=p(A\cap B)/P(B)}

  

```

في الصورة المقابلة التي تمثل تجربة عشوائية للاقتراع بعملة مرتين متتالين، تسمى كل مرة منهما حدث، الحدث الأول ينتج عنه أحد احتمالين، إما المسجد (ويسمى الرأس) وإما الكتابة (وتسمى الذيل)، كل احتمال منهما يمثل {\displaystyle 1/2} من الاحتمالات، أي نسبة {\displaystyle 50\%}، ثم الحدث الثاني الذي ينتج عنه احتمالين لكل احتمال في الحدث الأول.

## أنظر أيضا
- شجرة القرار
- سلسلة ماركوف

## روابط خارجية
- tree diagrams - examples and applications